# Blue Stars/FIFA Youth Cup
La Blue Stars/FIFA Youth Cup (letteralmente Coppa della gioventù) è una competizione calcistica internazionale per squadre giovanili.
Il torneo si svolge ogni anno a Zurigo ed è stato vinto da 41 squadre, 13 delle quali hanno vinto la competizione per più di una volta. La squadra più titolata è il Manchester Utd con 18 titoli, seguita da Grasshoppers (7), Zurigo (6), Young Fellows, Barcellona, Boca Juniors e Basilea  (3). Dal 2018 si svolgono contestualmente due tornei: quello maschile e quello femminile.

## Formula
Alla competizione possono partecipare solo giocatori tra i 18 e i 20 anni, tuttavia ogni squadra può avere fino a cinque calciatori di età inferiore ai 18 anni. 
Le 8 squadre di ogni torneo (maschile e femminile) sono suddivise in 2 gironi da 4 squadre per il turno preliminare. Ogni squadra gioca una partita contro ciascuna delle altre squadre del girone. La classifica (posizioni 1-4) in ogni gruppo è determinata dal numero di punti ottenuti (vittoria 3, pareggio 1, sconfitta 0). Le vincitrici dei gironi e le seconde classificate giocano le semifinali in un sistema a eliminazione diretta per determinare le partecipanti alla finale e alle partite per il terzo e quarto posto. Le terze e le quarte dei gironi giocano le partite di piazzamento nello stesso sistema.
Gli incontri sono disputati in due tempi da 20 minuti con una pausa di 5 minuti all'intervallo, solo per la finale i tempi sono da 25 minuti. Tutte le partite che terminano con un pareggio vengono decise ai calci di rigore e non sono previsti i tempi supplementari.

## Storia
I vertici del Blue Stars, società calcistica svizzera con sede a Zurigo, decidono di creare il torneo omonimo Blue Stars il 3 dicembre 1938: dal 1939 in poi il torneo verrà disputato a Zurigo con cadenza annuale.
Tra il 1939 e il 1946 vi è il dominio dei club svizzeri, grazie ai titoli ottenuti da Grasshoppers (1939), Winterthur (1940), Young Fellows (1941 e 1942), Aarau (1943), Servette (1944), Oerlikon (1945) e Zurigo (1946); seguono due titoli consecutivi dell'Austria Vienna (1947 e 1948), un'ulteriore vittoria dello Zurigo (1949) e la prima del Wiener Sportklub (1950).
Da quel momento in poi l'evento diventa internazionale con la partecipazione di club come Strasburgo, Birmingham City, Manchester Utd, Borussia Dortmund, Genoa, Milan, Arsenal, Atalanta, i quali vinsero tutti il torneo prima degli anni ottanta. Tra il 1980 e il 1991 partecipano e vinsero nuove squadre, tra cui le italiane (Roma ed Inter), e le spagnole (Real Madrid e Barcellona).
Dal 1991 la FIFA entra a far parte dell'organizzazione del torneo, portando alla modifica del nome in Blue Stars/FIFA Youth Cup. Tra il 1991 e il 1998 si hanno i successi di Barcellona (1993, 1994, 1995), Benfica (1996), Basilea (1997) e Grasshoppers (1998). Dal 1999 per quattro anni consecutivi il trofeo sarà conquistato da club sudamericani: il San Paolo vinse le edizioni 1999 e 2000, il Grêmio l'edizione 2001 ed il Boca Juniors quella del 2002.
Negli anni successivi il titolo viene conquistato una volta da Roma (2003), Grasshopper (2006), Partizan (2007), Basilea (2009), Porto (2011) e Athl. Paranaense (2014), due volte dal Manchester United (2004 e 2005) e dal Boca Juniors (2010 e 2019) e tre dallo Zurigo (2008, 2012 e 2013), una volta dal Botafogo (2014), Lucerna (2015), Grasshoppers (2016), Olympique Lione (2017).
Dal 2018 la FIFA organizza anche un torneo femminile della Blue Stars/FIFA Youth Cup: l'edizione inaugurale è stata vinta dallo Young Boys, mentre quella disputata nel 2023, ha visto prevalere per la prima volta una squadra non europea, le canadesi del Vancouver Whitecaps.
A causa dell'emergenza COVID-19, l'82ª edizione del 2020 è stata cancellata, il torneo è ripreso ad Altstetten/Zurigo nei giorni 12 e 13 maggio 2021.

## Albo d'oro

### Maschile
- 1939  Grasshoppers
- 1940  Winterthur
- 1941  Young Fellows
- 1942  Young Fellows
- 1943  Aarau
- 1944  Servette
- 1945  Oerlikon
- 1946  Zurigo
- 1947  Austria Vienna
- 1948  Austria Vienna
- 1949  Zurigo
- 1950  Wiener SC
- 1951  Strasburgo
- 1952  Birmingham City
- 1953  Young Fellows
- 1954  Manchester Utd
- 1955  Genoa
- 1956  Grasshoppers
- 1957  Manchester Utd
- 1958  Milan
- 1959  Manchester Utd
- 1960  Manchester Utd
- 1961  Manchester Utd
- 1962  Manchester Utd
- 1963  Arsenal
- 1964  Arsenal
- 1965  Manchester Utd
- 1966  Manchester Utd
- 1967  Monaco 1860
- 1968  Manchester Utd
- 1969  Manchester Utd
- 1970  Young Boys
- 1971  Grasshoppers
- 1972  Losanna
- 1973  Borussia Dortmund
- 1974  Atalanta
- 1975  Manchester Utd
- 1976  Manchester Utd
- 1977  Milan
- 1978  Manchester Utd
- 1979  Manchester Utd
- 1980  Roma
- 1981  Manchester Utd
- 1982  Manchester Utd
- 1983  Inter
- 1984  Chelsea
- 1985  Cremonese
- 1986  Celtic
- 1987  Grasshoppers
- 1988  Sarajevo
- 1989  Nottingham Forest
- 1990  Real Madrid
- 1991  Spartak Mosca
- 1992  Spartak Mosca
- 1993  Barcellona
- 1994  Barcellona
- 1995  Barcellona
- 1996  Benfica
- 1997  Basilea
- 1998  Grasshoppers
- 1999  San Paolo
- 2000  San Paolo
- 2001  Grêmio
- 2002  Boca Juniors
- 2003  Roma
- 2004  Manchester Utd
- 2005  Manchester Utd
- 2006  Grasshoppers
- 2007  Partizan
- 2008  Zurigo
- 2009  Basilea
- 2010  Boca Juniors
- 2011  Porto
- 2012  Zurigo
- 2013  Zurigo
- 2014  Athl. Paranaense
- 2015  Lucerna
- 2016  Grasshoppers
- 2017  Olympique Lione
- 2018  Dinamo Zagabria
- 2019  Boca Juniors
- 2022  Basilea
- 2023  Zurigo
- 2024  Salisburgo

### Femminile
- 2018  Young Boys
- 2019  Wolfsburg
- 2022  Zurigo
- 2023  Vancouver Whitecaps
- 2024  Arsenal

## Vittorie per squadra

### Maschile
| Squadra           | Vittorie | Anni |
| ----------------- | -------- | --- |
| Manchester Utd    | 18       | 1954, 1957, 1959, 1960, 1961, 1962, 1965, 1966, 1968, 1969, 1975, 1976, 1978, 1979, 1981, 1982, 2004, 2005 |
| Grasshoppers      | 7        | 1939, 1956, 1971, 1987, 1998, 2006, 2016                                                                   |
| Zurigo            | 6        | 1946, 1949, 2008, 2012, 2013, 2023                                                                         |
| Young Fellows     | 3        | 1941, 1942, 1953                                                                                           |
| Barcellona        | 3        | 1993, 1994, 1995                                                                                           |
| Boca Juniors      | 3        | 2002, 2010, 2019                                                                                           |
| Basilea           | 3        | 1997, 2009, 2022                                                                                           |
| Austria Vienna    | 2        | 1947, 1948                                                                                                 |
| Arsenal           | 2        | 1963, 1964                                                                                                 |
| Milan             | 2        | 1958, 1977                                                                                                 |
| Spartak Mosca     | 2        | 1991, 1992                                                                                                 |
| San Paolo         | 2        | 1999, 2000                                                                                                 |
| Roma              | 2        | 1980, 2003                                                                                                 |
| Winterthur        | 1        | 1940 |
| Aarau             | 1        | 1943 |
| Servette          | 1        | 1944 |
| Oerlikon          | 1        | 1945 |
| Wiener SC         | 1        | 1950 |
| Strasburgo        | 1        | 1951 |
| Birmingham City   | 1        | 1952 |
| Genoa             | 1        | 1955 |
| Monaco 1860       | 1        | 1967 |
| Young Boys        | 1        | 1970 |
| Losanna           | 1        | 1972 |
| Borussia Dortmund | 1        | 1973 |
| Atalanta          | 1        | 1974 |
| Inter             | 1        | 1983 |
| Chelsea           | 1        | 1984 |
| Cremonese         | 1        | 1985 |
| Celtic            | 1        | 1986 |
| Sarajevo          | 1        | 1988 |
| Nottingham Forest | 1        | 1989 |
| Real Madrid       | 1        | 1990 |
| Benfica           | 1        | 1996 |
| Grêmio            | 1        | 2001 |
| Partizan          | 1        | 2007 |
| Porto             | 1        | 2011 |
| Athl. Paranaense  | 1        | 2014 |
| Lucerna           | 1        | 2015 |
| Olympique Lione   | 1        | 2017 |
| Dinamo Zagabria   | 1        | 2018 |
| Salisburgo        | 1        | 2024 |

### Femminile
| Squadra             | Vittorie | Anni |
| ------------------- | -------- | ---- |
| Young Boys          | 1        | 2018 |
| Wolfsburg           | 1        | 2019 |
| Zurigo              | 1        | 2022 |
| Vancouver Whitecaps | 1        | 2023 |
| Arsenal             | 1        | 2024 |

## Vittorie per nazione

### Maschile
| Nazione     | Finali vinte | Finali perse | Finali totali | Ultima edizione vinta | Ultima edizione persa |
| ----------- | ------------ | ------------ | ------------- | --------------------- | --------------------- |
| Svizzera    | 26           | 19           | 45            | 2023                  | 2024                  |
| Inghilterra | 23           | 7            | 30            | 2005                  | 1994                  |
| Italia      | 8            | 1            | 9             | 2003                  | 1974                  |
| Brasile     | 4            | 2            | 6             | 2014                  | 2023                  |
| Spagna      | 4            | 0            | 4             | 1995                  | —                     |
| Austria     | 4            | 0            | 4             | 2024                  | —                     |
| Argentina   | 3            | 0            | 3             | 2019                  | —                     |
| Croazia     | 3            | 0            | 3             | 2018                  | —                     |
| Portogallo  | 2            | 3            | 5             | 2011                  | 2019                  |
| Germania    | 2            | 1            | 3             | 1973                  | 2022                  |
| Francia     | 2            | 0            | 2             | 2017                  | —                     |
| Russia      | 2            | 0            | 2             | 1992                  | —                     |
| Serbia      | 1            | 0            | 1             | 2007                  | —                     |
| Bosnia      | 1            | 0            | 1             | 1988                  | —                     |

### Femminile
| Nazione     | Finali vinte | Finali perse | Finali totali | Ultima edizione vinta | Ultima edizione persa |
| ----------- | ------------ | ------------ | ------------- | --------------------- | --------------------- |
| Svizzera    | 2            | 3            | 5             | 2022                  | 2024                  |
| Canada      | 1            | 0            | 1             | 2023                  | —                     |
| Germania    | 1            | 0            | 1             | 2019                  | —                     |
| Inghilterra | 1            | 0            | 1             | 2024                  | —                     |
| Francia     | 0            | 1            | 1             | —                     | 2022                  |
| Spagna      | 0            | 1            | 1             | —                     | 2018                  |

## Record
- Squadra con più titoli nel torneo maschile: 18  Manchester Utd[1]
- Maggior numero di titoli consecutivi nel torneo maschile: 4 (1959, 1960, 1961, 1962)  Manchester Utd[1]